# اشتباكات شمال لبنان (2014)
اشتباكات شمال لبنان اشتباكات وقعت في أكتوبر 2014، بين الجيش اللبناني والميليشيات الإسلامية في محافظة الشمال، وتُعد أيضاً جزءاً من تداعيات الحرب الأهلية السورية في لبنان.

## تسلسل الأحداث
اندلعت الاشتباكات عبر عملية ناجحة لقوات الأمن، صادرت خلالها كميات من المتفجرات والبنادق الهجومية والقذائف الصاروخية من المنازل الواقعة في منطقة طرابلس. وكان من ضمن المنازل المُداهمة، أحد المنازل التابعة لخالد الظاهر، أحد أعضاء مجلس النواب اللبناني. حيث صودرت أربع بنادق ترجع حيازتها للظاهر.
وفي 24 أكتوبر 2014، اشتبك الجيش اللبناني مع متشددين إسلاميين في منطقة وسط طرابلس التاريخية. اندلع القتال عندما تعرضت دورية للجيش لهجوم كر وفر، في منطقة خان العسكر بالمدينة. حيث أصيب أربعة جنود في الحادث.
وفي 25 أكتوبر 2014، اشتدت وتيرة القتال. بمقتل ما لا يقل عن 11 جندياً و8 مدنيين و22 مسلحاً في الاشتباكات واُعتقل 162 مسلحاً. بالإضافة إلى إصابة ما مجموعه 24 جندياً ومدنياً خلال القتال. كما وقع هجوم منفصل في قرية المنية، في ضواحي طرابلس. عندما قُتل جندي وأصيب اثنان بعد استهداف سيارة تابعة للجيش بقذائف آر بي جي. ورد الجيش اللبناني بإطلاق النار على مواقع المتمردين من طائرات الهليكوبتر.
وفي 26 أكتوبر 2014، قُتل أربعة جنود نتيجة نصب كمين لهم في محلة ضهور المحمرة. وفي قرية بحنين قُتل جندي وأصيب آخر في أعقاب معركة بالأسلحة النارية. كما جُرح واعتقل العديد من المهاجمين. وأبطل الجيش اللبناني مفعول ثلاث سيارات مفخخة أمام مدرسة كان المسلحون قد استولوا عليها في وقت سابق.

## التداعيات
في 29 أكتوبر 2014، رفض قائد الجيش اللبناني جان قهوجي الشائعات بخصوص عقد هدنة سرية بين الإسلاميين والجيش اللبناني. وخلال نفس اليوم، اُعتقل 71 من المتشددين المشتبه بهم في منطقتي عرسال والبقاع.
وفي 30 أكتوبر 2014، داهمت قوات الأمن عدة منازل في حي أبي سمرة بطرابلس. وصادرت بنادق هجومية ومتفجرات وقنابل يدوية وأسلحة أخرى؛ تعود ملكيتها للشيخ بلال دقماق، رئيس مؤسسة اقرأ لتنمية المجتمع. كما اعتقل ثمانية أشخاص على خلفية الهجمات، بالإضافة إلى ستة سوريين آخرين لعدم امتلاكهم أوراق هوية.
وفي 31 أكتوبر 2014، أُبطلّ مفعول ست عبوات ناسفة بالقرب من مسجد الروشاني، في طرابلس. وقُبض على اثنين من مرافقي الشيخ خالد حبلاس في منطقة ذوق الحبالصة في عكار. وصادر الجيش أيضاً أسلحة وذخيرة في نفس المنطقة.
وفي 1 نوفمبر 2014، اكتشفت دورية للجيش مستودع كبير للأسلحة، يحتوي على 25 بندقية هجومية وقنابل يدوية وغيرها من المعدات العسكرية في مدينة طرابلس. واعتقل رجل على خلفية الأسلحة التي اكتُشفت.
وفي 2 نوفمبر 2014، اعتقل رجلين في بحنين لضلوعهما في شن هجمات على الجنود اللبنانيين؛ كما صودرت قذيفة صاروخية ومعدات عسكرية.
وفي 3 نوفمبر 2014، وقعت أضرار مادية جراء إطلاق ثلاثة صواريخ على وادي البقاع من جبال لبنان الشرقية. واعتقل سبعة أشخاص في طرابلس بناء على عدة تهم تتعلق باشتباكات طرابلس الأخيرة. كما اشتبك مسلحون في تبادل لإطلاق النار مع حرس الحدود اللبناني في منطقة عرسال، بعد فشلهم في دخول لبنان.
وفي 4 نوفمبر 2014، قُبض على ثلاثة أشخاص في طرابلس وخمسة في بحنين خلال عمليات منفصلة نفذتها قوات الأمن. كما صد الجيش اللبناني هجوماً شنه متشددون جهاديون أثناء محاولتهم العبور إلى لبنان بالقرب من مدينة عرسال.
وفي 5 نوفمبر 2014، اعتقل سبعة أشخاص يشتبه في كونهم من المتشددين في منطقة الضنية وصودرت أيضاً أسلحة ومعدات عسكرية. كما اعتقل اثنين من المتشددين في مدينة صيدا. واعتقل أربعة أشخاص في مدينة تعنايل، بقضاء زحلة، بتهمة حيازة أسلحة بشكل غير قانوني والشروع في عمليات اختطاف.